# Имбролио
Имбро́лио, имбро́льо (итал. imbroglio — путаница, расстройство) — в музыке служит для обозначения быстрой, неожиданной для слушателя, перемены ритма или такта. Примеры имбролио встречаются у Гайдна, в симфонических менуэтах Бетховена и у др. Во избежание дисгармонии имбролио должно быть непродолжительным.
Название внезапной смены ритма происходит от одного из принципов импровизированного театра, обозначающего театральную пьесу с запутанной интригой. Считается, что это был один из любимых жанров бродячих актёров-импровизаторов.